# Державний фонд надр
Держа́вний фонд надр ( рос. государственный фонд недр, англ. State fund of mineral reserves) — включає як ділянки надр, що використовуються, так і ділянки надр, не залучені до використання, в тому числі континентального шельфу і виключної (морської) економічної зони. 
Державний фонд родовищ корисних копалин України є частиною державного фонду надр. 
Державний фонд надр формується Державним комітетом України по геології і використанню надр разом з Державним комітетом України по нагляду за охороною праці.